# ピザ男の異常な愛情
『ピザ男の異常な愛情』（原題：Otis）は、2008年のアメリカ合衆国のビデオ映画。日本でも劇場公開されずビデオスルーになった。

## ストーリー
宅配ピザの配達員として働くオーティスには秘密があった。それは自分好みの女性を誘拐し自宅の地下に監禁した後、「理想だった高校生活ごっこ」の相手役を強要して、それに満足したらその女性を殺害するという凶悪なものだった。そんなある日、配達をしていたオーティスはライリーという女性に出会う。彼女を次の標的に決めたオーティスは彼女を連れ去るのだった。一方ライリーの家族は彼女が巷で噂になっている連続殺人犯の魔の手にかかったのだと確信し、FBIの捜査官に捜索を依頼するが捜査官はとんでもない無能だった。そのため家族は自力でライリーを探し出そうと考える。

## キャスト
※括弧内は日本語吹替
- オーティス・ブロス - ボスティン・クリストファー（江川央生）
- ライリー・ローソン - アシュレー・ジョンソン（小島幸子）
- ウィル・ローソン - ダニエル・スターン（佐々木勝彦）
- ケイト・ローソン - イリーナ・ダグラス（塩田朋子）
- リード・ローソン - ジャレッド・クスニッツ（日野聡）
- ラルフ・ホッチキス捜査官 - ジェレ・バーンズ（森田順平）
- エルモ・ブロス - ケヴィン・ポラック（多田野曜平）

## スタッフ
- 監督：トニー・クランツ
- 製作：ダニエル・マイリック、ジョン・シャイバン、スティーヴ・エクレサイン、トニー・クランツ
- 脚本：トーマス・シュノーズ、エリック・ジェンドレセン
- 撮影：トーマス・ヤツコ
- 音楽：ジェームズ・S・レヴィン
- 編集：アレックス・マルケス